# Gainas
Gainas (? – 400 Moesie) byl gótský vůdce a magister militum Východořímské říše v době panování Theodosia I. a Arcadia.
V roce 395 velel barbarské části armády Theodosia I. v tažení proti západořímskému uzurpátorovi Eugeniovi. Pod velením Gainase se tohoto tažení účastnil mladý Alarich I. z balthské dynastie. V roce 395 se spojil se Stilichonem a konzulem Eutropiem proti Rufinovi, kterého zabili.
V roce 399 se snažil potlačit invazi vedenou ostrogótským náčelníkem Tribigildem, která byla zničující pro území Malé Asie. Protože se mu to nepodařilo, začal z neúspěchu obviňovat palácového komorníka (cubicularia) Eutropia a jeho politiku v Konstantinopoli, kam začal soustřeďovat svoji moc. Nechal v hlavním městě říše sesadit všechny římské úředníky, kteří měli protigótské smýšlení, a Eutropius byl popraven. Gainasovy čistky zastavil až zásah svatého Jana Zlatoústého, tím byli ostatní ušetřeni. Gainas se v podstatě pokusil napodobit Stilichonův úspěch v západořímské říši.
Jeho působení v Konstantinopoli vyvolalo velké nepokoje a tak musel uprchnout. Se svými bojovníky prchal v zimě na přelomu roku 399 a 400 zpět přes Helléspont do Moesie, ale byl napaden gótským vůdcem v římských službách Fravittou, který byl následně zvolen konzulem pro rok 401. S tohoto střetu se Gainasovi podařilo uniknout přes řeku Hister (Dunaj), do Moesie, kde byl krátce na to v roce 400 zajat Huny a jejich vůdcem Uldinem. Ten Gainasovi sťal hlavu a poslal ji Arcadiovi jako diplomatický dar. Vzhledem k tomu, že hlava byla posmrtně vystavena již po jedenácti dnech v Konstantinopoli, je pravděpodobné, že byl popraven na pravém břehu řeky Hister poblíž římského města Novae v Moesii (dnešní Plevenské oblasti), která byla s Konstantinopolí spojena silnicí. Gainas se chtěl připojit ke svým krajanům v Munténii, kde Gótové žili pod nadvládou Hunů.